# Kim Mi-Sun
Kim Mi-Sun, född den 6 juni 1964, är en koreansk landhockeyspelare.
Hon tog OS-silver i damernas landhockeyturnering i samband med de olympiska landhockeytävlingarna 1988 i Seoul.